# 유로콥터 EC725
EC-725 슈퍼쿠거는 유로콥터가 생산하는 군용 다목적 중형 헬리콥터이다. 쿠거헬기를 확대개량한 것이다.
Airbus Helicopters - EC725 Caracal 영상
Eurocopter EC-725 Cougar MKII는 프랑스육군의 전투수색구조헬기로서 Cougar Mk2의 동체와 기골을 바탕으로 새롭게 개발된 11톤급 중형 다목적 헬기로서 신형 5엽 복합소재의 블레이드와 강화된 메인 기어박스를 장착하며 저소음을 실현하였고 통합식 계기판과 자동조종시스템을 장비한다.
특수전 병력수송 (CSAR) 과 수색,구난(SAR) 이 주임무이며 근접 공중지원용 로켓발사포드와 건포드를 장착 가능하며 공중 급유 프로브를 장착하여 1000km까지 항속거리 연장이 가능하다.
파일럿은 2명이며 최대 29명까지 좌석 배치가 가능하다.
EC725 헬기는 현재 4가지 형식이 있다.
- 병력수송형 - 최대 29명의 병력과 승무원이 탑승하며

- VIP 수송형 - 8명에서 12명이 탑승할 수 있고

- 부상자 수송용 - Casualty Evacuation 형식이며 12개의 들것과 4명의 의료진용좌석을 가지고 있다.

- 수색구조형 - Combat SAR형으로 불리며 전장에서 수색과 구조임무를 위한 장비를 탑재하고 있다.

## 무장
- 기관포

- 2 x 7.62mm FN MAG 기관총이 도어건 형식으로 좌우 1정씩 장착.
- 2 x 20mm 건포드 형식의 GIAT 기관포와 180발의 탄을 장착
- 로켓

- 2 x 68mm (2.75") Thales Brandt or Forges Zeebrugge 측면장착 유니트를 통해 19연발 로켓포드를장착

## 장비
- 생존장비

-Dassault Electronique EWR-99 FRUIT RWR 레이더경보 수신기
-Alkan ELIPS 다목적 chaff/flare 발사기
-저소음형 메인 기어 박스
-탈착가능한 장갑플레이트
- 항법장비

-디지탈 지도와 Active Matrix Liquid Crystal Displays 통합시스템
-자동조종 시스템 탑재.
-수색레이더와 Forward Looking Infra Red (FLIR)로 야간 수색 및 구조 임무수행 가능

## EC 725 버전
- SA330의 파생형

- AS332슈퍼 퓨마 : SA330 퓨마의 동체 연장 및 테일핀, 랜딩기어, 로터블레이드 등 개량한 민수용 버전.
- AS532 쿠거 : 위 AS332 Super Puma의 전투 수색용인 군용버전
332와 532는 크기가 같은 동일모델로 단지 군용 여부가 다를 뿐이다.
쿠거와 슈퍼푸마 헬기는 유럽지역에서 1000대 가까이 팔린 베스트셀러 기종이다.
- EC 725 - 군용 장거리 대형 수송버전
- EC 225 - EC 725의 민수버전 (VIP수송용이나 해상유전개발용)

- 카라칼 헬리콥터 : EC725 카라칼(Caracal)은 EC725 Couger MKII의 현대화 개량버전(EC725 Couger MKII+)의 명칭이며, Caracal은 인도남서부와 아프리카의 넓은 초원이나 관목림에서 서식하는 스라소니 같은 야생 들고양이를 일컫는 말이다.

## 제원 (EC 725 슈퍼쿠거)

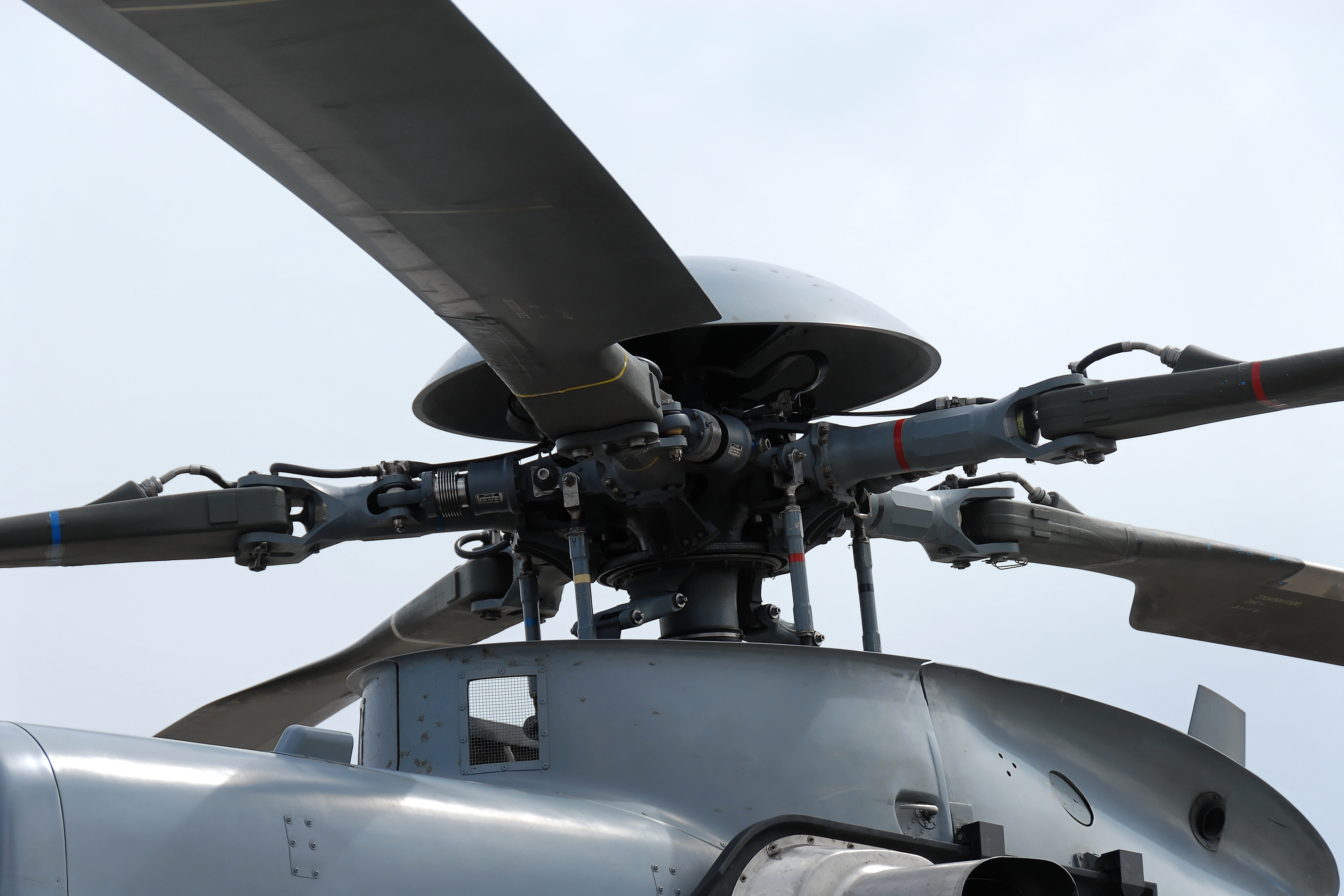
Close-up of the rotor hub on an EC 725 Super Cougar MkII

정보의 출처: {Eurocopter.com}
일반 특성
- 승무원: 1 or 2 (pilot + co-pilot)
- 용량: 1 chief of stick + 28 troop seats
- 길이: 19.50 m (63.98 ft)
- 로터직경: 16.20 m (53.14 ft)
- 높이: 4.60 m (15.09 ft)
- 공허중량: 5,330 kg (11,750 lb)
- 탑재중량: 11,000 kg (24,250 lb)
- 유효탑재량: 5,670 kg (12,500 lb)
- 최대이륙중량: 11,200 kg (24,700 lb)
- 엔진: 2× Turbomeca Makila 1A4 turboshafts, 1,800 kW (2,413 shp)  각각

성능
- 초과금지속도: 324 km/h, 201 mph (175 kts)
- 최대속도: 324 km/h, 201 mph (175 kts)
- 순항속도: 285 km/h, 177 mph (154 kts)
- 항속거리: 857 km, 532 mi (463 nm)
- 상승한도: 6,095 m (20,000 ft)
- 상승률: 3.6 m/s (710 ft/min)

## 같이 보기
- 유로콥터 쿠거
- IAR-330
- 한국형 헬기 사업
- 수리온
- ka-32